# Лейпцигская всячина

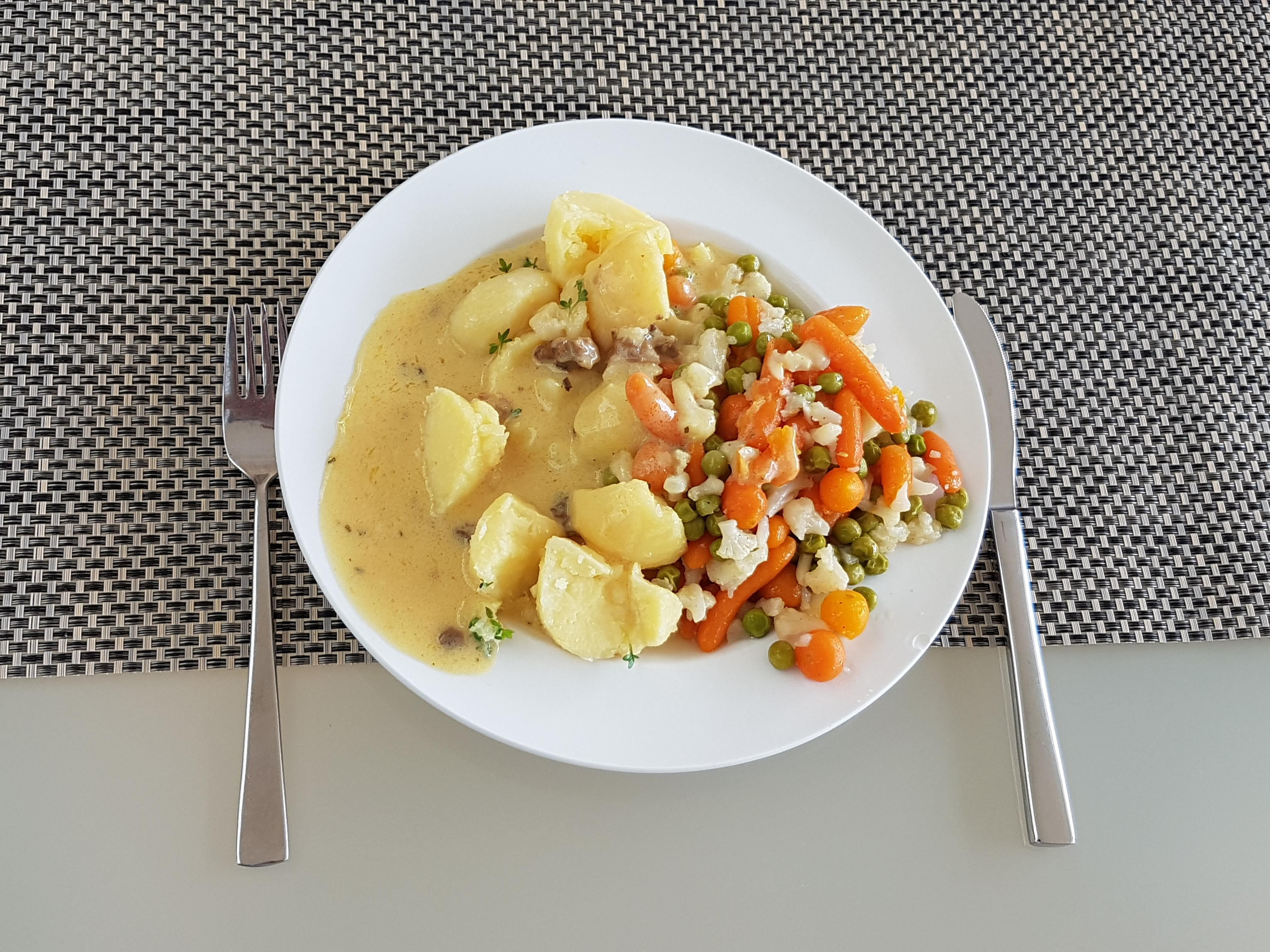
Лейпцигская всячина со сморчками под голландским соусом

Лейпцигская всячина (лейпцигская смесь, лейпцигская овощная солянка, овощной маседуан по-лейпцигски; нем. Leipziger Allerlei) — овощное блюдо саксонской кухни, изначально весеннее — из первых свежих овощей, но ныне также из замороженных или консервированных: зелёного горошка, моркови, спаржи, цветной капусты и кольраби. Часто добавляются также креветки, речные раки, раковое масло, клёцки и грибы (сморчки). Самостоятельное блюдо, но также подаётся на гарнир.
Овощи мелко режут и обжаривают отдельно, окунают в растопленное масло и укладывают в одно большое блюдо. Раковое масло растапливается, вяжется яичным желтком и разливается сверху на овощи. Добавляются раковые шейки и клёцки. По вкусу добавляются также соль, белый перец, мускатный орех и петрушка. Имеются различные варианты приготовления лейпцигской всячины — с коричневым маслом, с мучной пассеровкой, с подсоленным фаршем вместо раков и так далее. Если лейпцигская всячина готовится из овощных консервов, то консервированными берутся все компоненты, без использования свежих овощей.
Блюдо «лейпцигская всячина» впервые появилось в Лейпциге в голодные годы Наполеоновских войн 1804—1815 годов, когда со столов горожан совершенно исчезло мясо и им приходилось обходиться лишь различными овощами. В знаменитой книге Е. И. Молоховец «Подарок молодым хозяйкам» рецепт лейпцигской всячины приведён под названием «лейпцигский горячий винегрет».